# 認知-経験理論
認知－経験理論（Cognitive-Experiential Theory : CET ）は、シームア・エプスタイン（Seymour Epstein,1924年7月15日-2016年5月20日）が提唱したパーソナリティの統一理論。

## 概要
エプスタインは1973年の論文「自己概念再考」において、科学哲学とパーソナリティ理論の合わせ絵としての「自己理論」を誰もが持ち、それを指針にしてひとは生きてゆく、と説いた。
次第に彼の関心は、現代心理学で大きな潮流となった行動主義と認知心理学を統合したパーソナリティ理論を模索し始める方向性に向かい、彼の最晩年の2014年にオックスフォード大学出版会から「認知－経験理論：パーソナリティの統一理論（Cognitive-Experiential Theory : An Integrative Theory of Personality）」と言う著書を出版し、その理論を確立した。
彼によると、人間のパーソナリティと言うのは、自由な思考に代表されるような「理性システム」と条件付けのように不可避で受動的な「経験システム」から構成されると言う。
以下に彼が提唱した「理性システム」と「経験システム」の１４の性質を列挙する。
| 属性             | 理性システム     | 経験システム       |
| １．問題解決     | 意識的           | 自動的             |
| ２．言語性       | 言語的           | 非言語的           |
| ３．動機付け     | 現実原則         | 快楽原則           |
| ４．感情価       | 感情からフリー   | 情動的             |
| ５．脈絡の在り方 | 因果的           | 連合的             |
| ６．意識性       | 意識的行動       | 自動的行動         |
| ７．存在特性     | 分析的           | 全体的             |
| ８．努力の必要   | あり             | なし               |
| ９．処理速度     | ゆっくり         | 迅速               |
| 10．変化抵抗     | いつでも変化可能 | 繰り返しと経験強度 |
| 11．意味の処理   | 意図的・意味的   | 経験のまま         |
| 12．人為性       | 文脈一般的       | 文脈依存的         |
| 13．統制の座     | 能動的           | 受動的             |
| 14．検証性       | 論理検証的       | 経験依存的         |
| ---------------- | ---------------- | ------------------ |

「経験システム（無意識）」と言うものが心にトスを上げてくるものと考えると、「理性システム（意識）」はそれをどう扱うかのシステムだと理解すると分かりやすいかも知れない。